# Buffonellaria harmelini
Buffonellaria harmelini är en mossdjursart som beskrevs av Berning och Kuklinski 2008. Buffonellaria harmelini ingår i släktet Buffonellaria och familjen Celleporidae. Inga underarter finns listade i Catalogue of Life.